# 復仇號航空母艦
復仇號航空母艦（USS Reprisal CV-35）是一艘隸屬於美國海軍的未完成航空母艦，原為艾塞克斯級航空母艦的十八號艦。她是美軍第三艘以復仇為名的軍艦。
復仇號在1944年7月1日開始建造。由於第二次世界大戰已近尾聲，且美軍已有充足的艾塞克斯級服役，復仇號在1945年8月12日停止建造。三日後日本投降，二戰結束，其時復仇號的建造進度為52.3%。1945年，復仇號被推出乾船塢，以騰出空位。稍後復仇號在切薩皮克灣用作實驗艦，包括炸藥測試等等。
1949年，海軍評估復仇號狀態，一度打算恢復建造，但計畫最終流產。8月2日復仇號被海軍出售拆解。